# Белогорлый тинаму
Белогорлый тинаму (лат. Tinamus guttatus) — вид птиц семейства тинаму родом из тропических лесов Бразилии, северной Боливии, юго-восточной Колумбии, северо-восточного Эквадора, восточного Перу и южной Венесуэлы.

## Таксономия
Все виды являются частью семейства тинаму, а в большей степени страусиных. Все бескилевые произошли от доисторических птиц, ближайшими родственниками которых являются тинаму. Белогорлый тинаму является монотипичным видом.

## Происхождение названия
Название Tinamus guttatus состоит из двух слов из разных языков. Слово Tinamus было взято из языка племени галиби, которое стало названием рода, а guttatus — из латыни, которое означает «пёстрый».

## Описание
Белогорлый тинаму имеет темно-коричневую верхнюю часть тела с черноватыми полосами на спине и мелкие, желтовато-белые пятна. Нижняя часть тела бледная, с более широкими, темно-полосатыми флангами. У птицы серая голова и шея, белое горло, карие глаза, коричневый клюв. Длина этих птиц составляет от 32 до 36 см (13 и 14 дюймов).

## Поведение
Как и другие тинаму, белогорлый тинаму питается фруктами, находящимися на поверхности земли или низменных кустарников, а также беспозвоночными, бутонами, нежными листьями, семенами и корнями. Самец высиживает яйца, которые могут появиться от четырёх разных самок, а потом ухаживает за птенцами до тех пор, пока они не будут готовы встать на свои собственные ноги; этот период обычно составляет от двух до трёх недель. Гнездо расположено на земле в густой траве или в приподнятой корневой опоре.

## Распространение и среда обитания
Они населяют субтропические и тропические низменные леса на высоте около 500 м (1600 футов) и ниже. Они питаются семенами, фруктами и беспозвоночными наряду с другими тинаму.

## Охрана
В своей среде обитания довольно распространённый вид, главной угрозой которого является обезлесение. В 2012 году статус белогорлого тинаму находится — близкий к уязвимому положению, но ареал простирается на 4,000,000 км² (около 1 500 000 кв. миль) . Его яйца являются ценной вещью среди коллекционеров.